# Stichting Garantiefonds Reisgelden
De SGR, voluit Stichting Garantiefonds Reisgelden, is een Nederlandse organisatie die garantstaat voor een door reizigers geboekte reis in het geval dat een reisorganisatie in financiële moeilijkheden komt. Hierdoor raakt hun huisvesting op de plaats van bestemming of de terugreis niet in gevaar. 
Een reisorganisatie kan deelnemer worden aan het SGR-fonds als het aan bepaalde voorwaarden voldoet. Als het aan deze voorwaarden voldoet, en deelnemer is, dan mag deze organisatie het SGR-logo dragen. Mensen die een reis boeken kunnen dit logo makkelijk herkennen, en ze kunnen een reisorganisatie die een SGR-deelnemer is verkiezen boven een reisorganistatie die geen SGR-deelnemer is.
Alternatieven SGR:
Nederland kent nog 3 garantieregelingen.
- VZR Garant - voor de kleinere en middelgrote reisorganisatie
- GGTO - voor de kleinere reisorganisaties
- STO Garant - de enige garantieregeling in Nederland met het zogeheten derdengeldenprincipe